# Le Rocher Gris
Le Rocher Gris (französisch für Der graue Felsen) ist eine Felseninsel im Géologie-Archipel vor der Küste des ostantarktischen Adélielands. Am Kopfende der Baie Pierre Lejay liegt sie auf halbem Weg zwischen der Gouverneur-Insel und dem Cap André Prud’homme.
Französische Wissenschaftler benannten den Felsen 1958 deskriptiv.